# Гайнц-Крістіан Штрахе

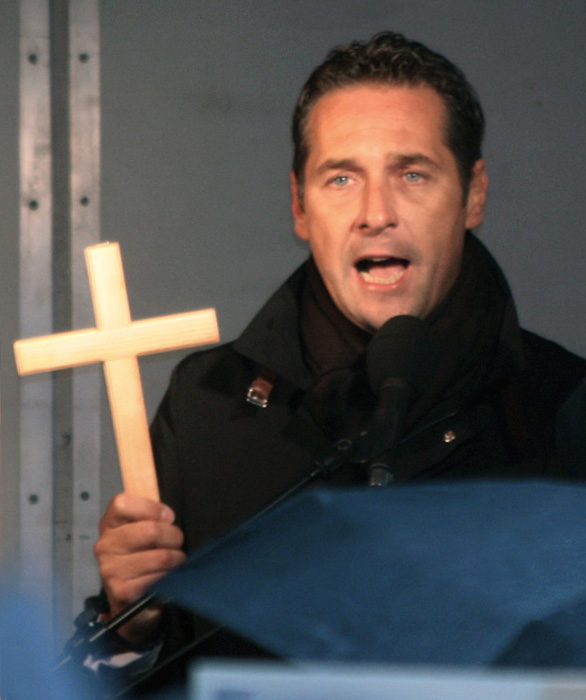
Штрахе під час демонстрації проти будівництва ісламського культурного центру у Відні (травень 2009)

Гайнц-Крістіан Штрахе (нім. Heinz-Christian Strache; нар. 12 червня 1969, Відень) — австрійський політик, лідер ультраправої Австрійської партії свободи (2005—2019), віцеканцлер Австрії з кінця 2017 до травня 2019 року.

## Біографія
Народився і виріс у Відні. У молодості був членом неформальної ультраправої організації Vandalia. За освітою Штрахе зубний технік, покинув приватну практику 2000 року, з 1991 року — в політиці. З 1991 до 1996 — депутат ради Третього району (Ландштрассе) у Відні, у 1996—2006 — депутат Віденського міської ради. 1993 року очолив регіональне відділення Австрійської партії свободи в Третьому районі (Ландштрассе), 2004 року — відділення Австрійської партії свободи у Відні.
У 2004—2005 рр. Штрахе був заступником голови Австрійської партії свободи. У цей час АПС отримала підтримку 27 % виборців на парламентських виборах в 1999 і на деякий час увійшла до складу коаліції. Тоді Штрахе вважався учнем і послідовником багаторічного лідера та ідеолога партії Йорґа Гайдера, який і привів партію до успіху. Тим не менш, після заснування Йорґом Гайдером Спілки за майбутнє Австрії, Штрахе не пішов за Гайдером, а висунув свою кандидатуру на пост голови АПС і був обраний новим лідером. Після виходу Гайдера з партії і до його смерті вони зі Штрахе перебували в поганих стосунках, що сам Штрахе пояснював наявністю «тіньових сторін» у його діяльності. Як основну свою мету, Штрахе називає[коли?] пост міністра внутрішніх справ.